# Remigian Ludwik Bystram
Remigian Ludwik Bystram herbu Tarnawa – podkomorzy pomorski w latach 1699–1704, chorąży chełmiński w latach 1685–1699, ławnik tczewski w latach 1680–1685, starosta radzyński i sobowidzki.
Poseł sejmiku stargardzkiego na sejm 1681 roku, sejm 1690 roku. Poseł sejmiku pomorskiego na sejm konwokacyjny 1696 roku. Po zerwanym sejmie konwokacyjnym 1696 roku przystąpił 28 września 1696 roku do konfederacji generalnej. 5 lipca 1697 roku podpisał w Warszawie obwieszczenie do poparcia wolnej elekcji, które zwoływało szlachtę na zjazd w obronie naruszonych praw Rzeczypospolitej. Był konsyliarzem województwa pomorskiego w konfederacji sandomierskiej 1704 roku.